# بریتورن مرکزی
بریتورن مرکزی (به لاتین: Central Breithorn) یک کوه در سوئیس است که در کانتون وله واقع شده‌است. بریتورن مرکزی ۴٬۱۵۹ متر بالاتر از سطح دریا واقع شده‌است.